# シンガポール海峡

シンガポールの位置

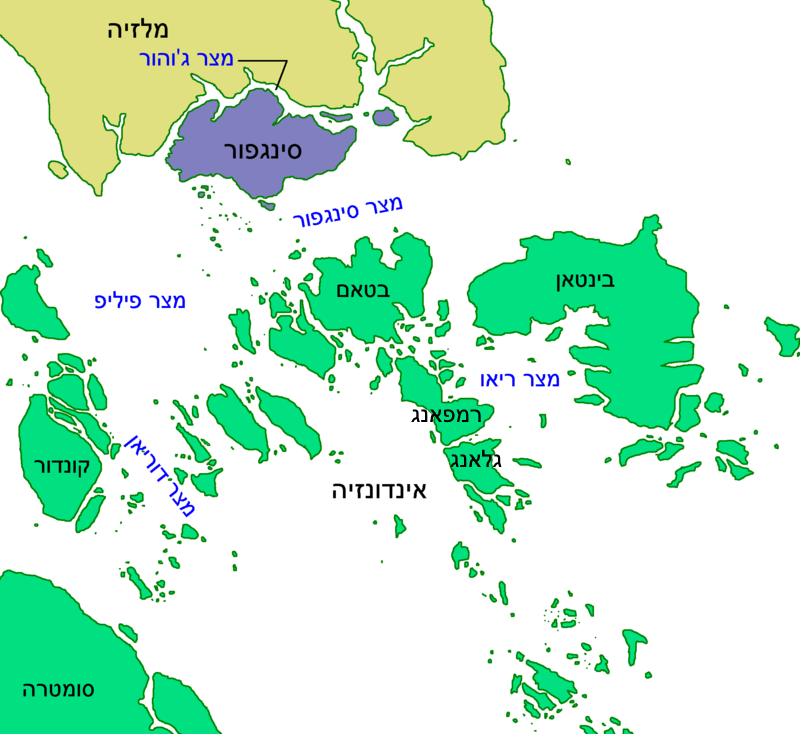
シンガポール海峡周辺
シンガポール（紫色）の南にある東西に広がる海がシンガポール海峡（図中はヘブライ語表記）

シンガポール海峡（シンガポールかいきょう、Singapore Strait、新加坡海峡）は、シンガポールとインドネシアの国境線となっている海峡である。西でマラッカ海峡と接続し、太平洋とインド洋とを結ぶ主要航路の一部を成している。

## 概要
西にはマラッカ海峡を越えアンダマン海へ、東には南シナ海が広がり、南にはリアウ諸島が位置する。
マラッカ海峡との境界線は、概ねマレー半島南西端と対岸にあるインドネシアのスマトラ島とを結ぶ線であり、この線より東側が
シンガポール海峡と呼ばれている。海峡内にはシンガポールの海の玄関ケパル港があり、マラッカ海峡と併せて、海上航海や海上輸送において重要な海峡である。
海峡の幅はマラッカ海峡と比べて非常に狭く、最も狭いところでは約4.6kmしかない。浅瀬や岩礁等が多く、大型タンカーの航行に影響を及ぼすような浅い海域も多数存在する。
海峡の南側に浮かぶインドネシア領のビンタン島（Pulau Bintan）では、シンガポールとインドネシアが共同で、新しいリゾート地として開発を進めている。